# Nabi Tajima
Nabi Tajima (Japans: 田島 ナビ Tajima Nabi) (Kikai (Oshima), 4 augustus 1900 – aldaar, 21 april 2018) was een Japanse supereeuwelinge. Ze was op het moment van haar overlijden de oudste levende persoon ter wereld en de laatste levende persoon die nog geboren werd in de 19de eeuw.
Tajima werd geboren in Kikai in het district Oshima, een district op een van de Amami-eilanden van de prefectuur Kagoshima. Ze trouwde met Tominishi Tajima, met wie ze negen kinderen kreeg; zeven zonen en twee dochters. Tominishi overleed in 1991 op 93-jarige leeftijd. Tajima woonde van februari 2002 tot haar overlijden in het plaatselijke verzorgingshuis. Ze dankte haar hoge leeftijd aan het eten van lekkere dingen naar eigen zeggen (met name noedels en sushi) en veel slapen.
Tajima werd op 27 september 2015 de oudste inwoner van Japan, toen een anonieme vrouw uit Tokio op 115-jarige leeftijd overleed. Tajima werd op 1 september 2017 tevens de oudste inwoner van Japan aller tijden, als opvolgster van de op 117-jarige leeftijd overleden Misao Okawa. Twee weken later, op 15 september, werd Tajima de oudste levende persoon ter wereld en de laatste levende persoon die nog geboren werd in de 19e eeuw, na het overlijden van de eveneens 117-jarige Violet Brown uit Jamaica. Op 22 maart 2018 evenaarde ze de leeftijd van Marie-Louise Meilleur van 117 jaar en 230 dagen (een leeftijd die bijna 20 jaar lang niet was bereikt) en werd ze de derde oudste persoon ooit, na Sarah Knauss en Jeanne Calment. Ze overleed op 21 april 2018 aan de gevolgen van seniliteit. Haar record als oudste inwoner van Japan ooit werd op 19 september 2020 verbroken door Kane Tanaka.
Tajima zorgde voor een groot nageslacht; naast haar negen kinderen had ze meer dan 140 nakomelingen, waaronder 28 kleinkinderen, 56 achterkleinkinderen en 35 achter-achterkleinkinderen.